# Samassi Abou
Samassi Abou (* 4. April 1973 in Gagnoa, Elfenbeinküste) ist ein ehemaliger französisch-ivorischer Fußballspieler.
Der in der Elfenbeinküste geborene Stürmer begann seine Profikarriere beim französischen Zweitligisten FC Martigues. Nach nur einer Saison wechselte er in die Division 1 zu Olympique Lyon. Dort spielte er die ersten beiden Jahre zumeist in der Stammmannschaft, Einsätze wurden aber in der Folge wegen seiner schlechten Torausbeute immer seltener. 1996 verließ er Lyon und wechselte zur AS Cannes, wo er zu 37 Einsätzen kam und dabei fünf Treffer erzielte. Ende Oktober 1997 holte Manager Harry Redknapp Abou für eine Ablösesumme von 400.000 £ zu West Ham United in die Premier League.
Dort erreichte der frühere U21-Nationalspieler Frankreichs in kürzester Zeit wegen seiner Frisur und seiner technisch versierten Spielweise Kultstatus bei den Fans. Aber wie schon zuvor bei Lyon wurden seine Einsätze wegen seiner geringen Torausbeute immer weniger und das Verhältnis zu Manager Redknapp kühlte deutlich ab. Als Abou zwei Transferanfragen von Bradford City und den Heart of Midlothian ablehnte, die beide bereit waren 800.000 Pfund für den Spieler zu bezahlen, fand er auch bei West Ham keine Berücksichtigung mehr. Er wurde im Dezember 1998 für einen Monat an Ipswich Town ausgeliehen, im Oktober 1999 an den FC Walsall, die den Stürmer aber bereits nach zwei erfolglosen Monaten wieder zurück nach West Ham schickten. Nach zwei weiteren Leihgeschäften, zum französischen Klub ES Troyes AC und dem FC Kilmarnock nach Schottland, wurde sein Vertrag im Sommer 2000 aufgelöst.
Abou kehrte daraufhin nach Frankreich zurück, wo er beim korsischen Klub AC Ajaccio einen Vertrag erhielt. 2002 wurde er mit Ajaccio Meister in der Ligue 2, spielte aber in den Planungen für die erste Liga keine Rolle mehr und wurde nicht mehr weiter verpflichtet. Seine letzte Profisaison spielte er 2002/03 beim FC Lorient.